# Eni
Eni S.p.A., in origine acronimo di Ente Nazionale Idrocarburi, è un'azienda multinazionale fondata dallo Stato italiano nel 1953 a Roma come ente pubblico economico, sotto la direzione di Enrico Mattei, presidente fino alla sua morte nel 1962, convertita poi in società per azioni nel 1992.
Presente in 64 paesi con 32 492 dipendenti nel 2024 sotto il simbolo del cane a sei zampe, l'Eni è attiva nei settori del petrolio, del gas naturale, della chimica, della biochimica, della produzione e commercializzazione di energia elettrica da combustibili fossili, da cogenerazione e da fonti rinnovabili.
È stata il maggior gruppo industriale italiano per fatturato dal 2003 al 2013 e nuovamente nel 2018, nel 2023 e nel 2024. Nel 2024 Eni è al 151º posto nella classifica mondiale Forbes Global 2000 delle società ad azionariato diffuso in termini di fatturato, utile, attivo e capitalizzazione di mercato, mentre nella classifica Fortune 500 per fatturato è alla posizione 98. Eni è inserita anche nella classifica Thomson Reuters Top 100 Global Energy Leaders e nella Thomson Reuters Top 25 per il settore Oil&Gas.
Dal 1995 al 2001 lo Stato italiano ha venduto in cinque fasi parte consistente del capitale azionario, conservandone una quota superiore al 30% (sommando le quote detenute dal Dipartimento del tesoro e dalla Cassa depositi e prestiti), e detenendo comunque il controllo effettivo della società. In base alla legge 30 luglio 1994, n. 474, lo Stato, tramite il Ministero dell'economia e delle finanze, d'intesa con il Ministero delle imprese e del made in Italy, è titolare di una serie di poteri speciali (la cosiddetta golden share) da esercitare nel rispetto di criteri prestabiliti.
È guidata da Giuseppe Zafarana (presidente dal 10 maggio 2023) e Claudio Descalzi (amministratore delegato dall'8 maggio 2014). La società è quotata sia al New York Stock Exchange (NYSE) che nell'indice FTSE MIB della Borsa Italiana.

## Storia
Gli storici dell'economia tendono a mettere in evidenza nella nascita dell'ENI una diversa concezione dell'intervento pubblico rispetto a quella che fu alla base della nascita dell'IRI: se nel caso dell'IRI lo Stato si limitò a intervenire in emergenza per “salvare” le aziende private, in quello dell'ENI lo Stato svolse un ruolo “strategico” e in parte di concorrenza agli interessi dell'industria privata.

### Cronologia essenziale
Queste sono le date principali nella storia dell'Eni:
- 1926: viene costituita l'Agip
- 1936: costituzione dell'Anic
- 1941: costituzione della Snam
- 1945: Enrico Mattei è commissario dell'AGIP
- 1953: con legge 136 del 10 febbraio[17] è istituito l'ENI, Ente Nazionale Idrocarburi
- 1954: acquisizione della Pignone
- 1957: costituzione della Saipem
- 1958: inaugurazione stabilimento di Ravenna
- 1962: inaugurazione stabilimento di Gela; acquisizione della Lanerossi; morte di Enrico Mattei
- 1963: inaugurazione raffineria di Sannazzaro de' Burgondi
- 1967: l'Italgas entra a far parte del gruppo ENI
- 1968: l'ENI diventa maggior azionista della Montedison
- 1974: Agip acquisisce la rete di distributori Shell Italia, futura Ip; inaugurazione dei gasdotti provenienti dall'URSS e dai Paesi Bassi
- 1976: Scoppio della colonna di lavaggio dell'impianto di sintesi dell'ammoniaca dell'Anic di Monte Sant'Angelo
- 1977: l'ENI acquisisce le partecipazioni dell'EGAM
- 1980: l'ENI esce dal capitale Montedison e rileva le attività della SIR e della Liquichimica
- 1982: costituzione della nuova caposettore per la chimica EniChimica, poi EniChem
- 1986: cessione della Lanerossi e di tutto il settore tessile
- 1989: costituzione di Enimont
- 1991: scioglimento di Enimont e acquisizione di tutti gli stabilimenti chimici Montedison
- 1992: ENI diventa società per azioni; cessione della Nuovo Pignone
- 1993: Tangentopoli: arresto e successivo suicidio del presidente Gabriele Cagliari
- 1995: il Ministero del Tesoro cede una prima quota Eni pari al 15% del capitale, collocandolo in Borsa
- 1998: A febbraio Eni incorpora l'Agip, di cui sopravvive il marchio fino al 2013
- 2001: liberalizzazione del mercato del gas: fine del monopolio Eni nell'importazione e nella distribuzione; attraverso EniPower Eni entra nel settore dell'energia elettrica
- 2002: conferimento delle attività nella petrolchimica a Polimeri Europa
- 2003: Eni celebra i 50 anni di attività
- 2005: In Angola Eni avvia i giacimenti petroliferi di Kissanji e Dikanza
- 2011: Eni scopre in Mozambico un giacimento Supergiant di gas
- 2012: Polimeri Europa viene rinominata Versalis; cessione di Snam
- 2013: Nasce Enjoy, brand di Eni Smart Consumer S.p.A, che offre il servizio di car sharing nelle città italiane. Nello stesso anno viene soppresso, per la fusione definitiva con Eni, il marchio Agip
- 2015: Eni scopre in Egitto Zohr il più grande giacimento di gas del Mediterraneo; deconsolidamento di Saipem; avvio della direzione Energy Solutions per lo sviluppo delle energie rinnovabili
- 2017: Prende il via la società retail di Eni gas e luce, le cui attività sono scorporate da Eni.
- 2019: La società ambientale di Eni, Syndial, cambia nome e diventa Eni Rewind
- 2022: Eni gas e luce cambia nome in Plenitude[18]
- 2023: nasce Eni Sustainable Mobility, la nuova società dedicata alla mobilità sostenibile[19]
- 2024: Eni Sustainable Mobility cambia ragione sociale e diventa Enilive[20]

### Le origini
L'ENI fu istituito con legge numero 136 del 10 febbraio 1953, ma l'intervento dello Stato italiano nel settore degli idrocarburi risaliva a prima della Seconda guerra mondiale: l'Agip era nata nel 1926, l'Anic nel 1936 e la Snam nel 1941. L'orientamento dei governi dell'immediato dopoguerra era però quello di chiudere e liquidare l'AGIP, a causa degli scarsi ritrovamenti seguiti alle ricerche. Invece proprio a partire dal 1945 vi furono i primi promettenti ritrovamenti di metano in alcuni pozzi scavati dall'AGIP in Pianura Padana. L'appoggio politico di Alcide De Gasperi e di Ezio Vanoni fu determinante nel favorire l'approvazione della legge istitutiva dell'ENI che fu comunque preceduta da un lungo dibattito parlamentare.
La legge concedeva all'ente il monopolio nella ricerca e produzione di idrocarburi nell'area della Pianura Padana; al nuovo ente fu attribuito il controllo di Agip, Anic e Snam e di altre società minori, configurandosi così come un gruppo petrolifero-energetico integrato che potesse garantire lo sfruttamento delle risorse energetiche italiane. L'ENI aveva il compito di “promuovere e intraprendere iniziative di interesse nazionale nei settori degli idrocarburi e del gas naturale”. La “rendita metanifera” garantita dal monopolio del gas permise all'ENI di finanziare i propri investimenti, anche molto ingenti.
Enrico Mattei fu contemporaneamente presidente dell'ENI e delle principali società controllate. I primi anni di vita dell'ENI furono contraddistinti da grande attivismo a tutti i livelli del ciclo degli idrocarburi.

#### Le attività in Italia
Nonostante l'ENI fosse nato per sfruttare le risorse petrolifere della Pianura Padana, i ritrovamenti petroliferi sul suolo italiano (Cortemaggiore, Gela) non si rivelarono particolarmente abbondanti. Nonostante ciò, gli anni cinquanta furono anni di grande sviluppo per:
- la rete di gasdotti, che permise lo sfruttamento del metano sia per uso residenziale sia per uso industriale;
- la rete di distributori di benzina, che seguì lo sviluppo della rete autostradale e fu coadiuvata dalle aree di servizio e dai “motel Agip”;
- l'immagine dell'Agip, grazie alle campagne pubblicitarie incentrate sul logo del “cane a sei zampe”, introdotto già nel 1952;
- la chimica, con la costruzione del polo petrolchimico di Ravenna, che andò a intaccare il monopolio della Montecatini nei fertilizzanti.

#### I rapporti con i “privati”

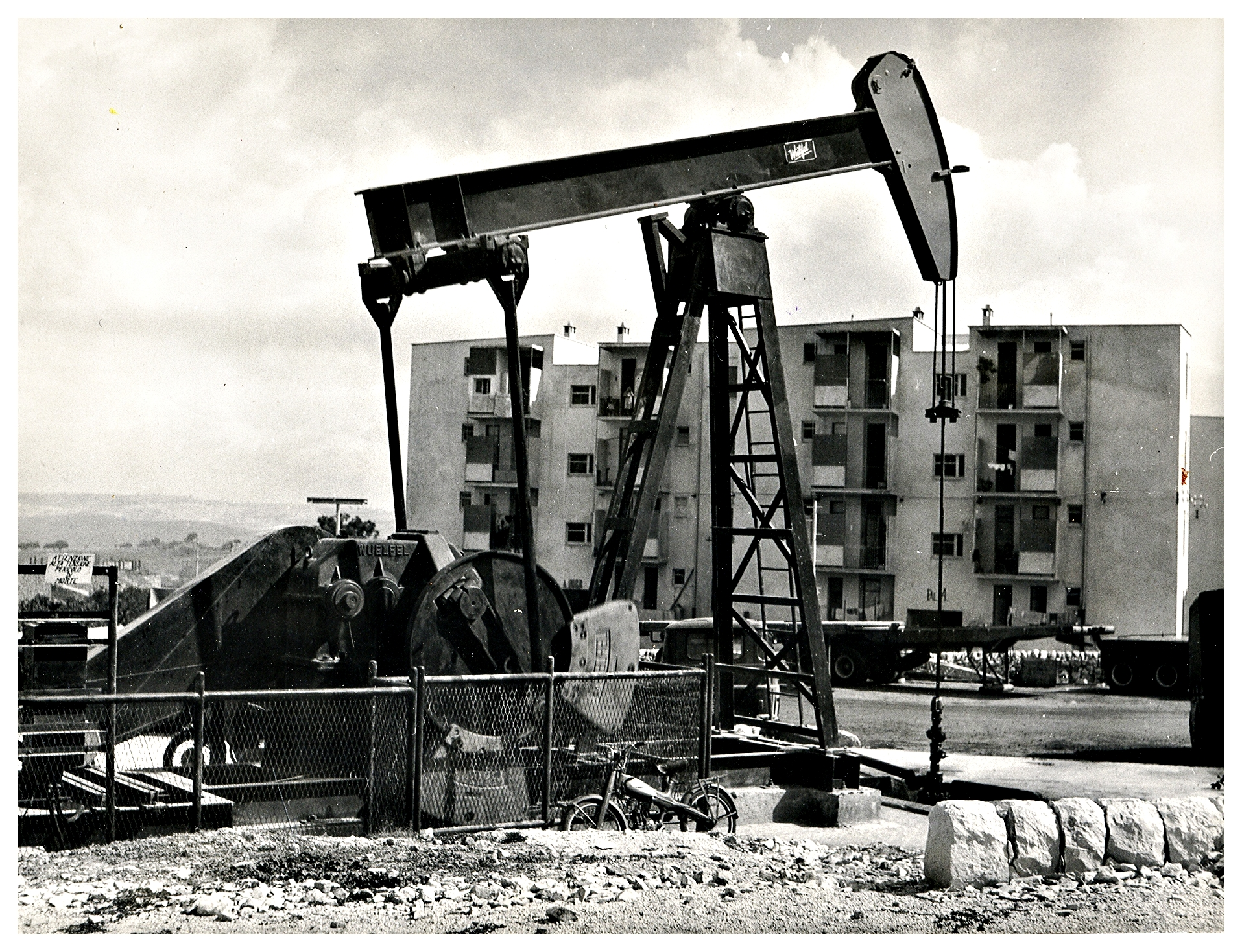
Pozzo petrolifero a Ragusa, 1956.

L'ENI nacque nonostante l'iniziale opposizione degli industriali privati, in particolare dei gruppi Montecatini ed Edison e delle compagnie petrolifere estere operanti in Italia. Quella dell'ENI era considerata concorrenza sleale, perché le sue attività di ricerca erano finanziate dallo Stato; in realtà, l'Agip già collaborava con le compagnie private in alcune società di raffinazione.
La stampa legata alla Confindustria (in particolare 24 Ore) tendeva a ridimensionare la portata dei ritrovamenti petroliferi dell'Agip e a sottolinearne l'impreparazione dei tecnici. Per controbilanciare gli attacchi che l'ENI riceveva sulla stampa, l'ENI contribuì alla nascita del quotidiano Il Giorno.
Politicamente importante fu anche l'Ufficio Studi e Relazioni pubbliche, affidato a Giorgio Fuà e Giorgio Ruffolo, che effettuava ricerche e previsioni sull'evoluzione del mercato dell'energia.

#### I salvataggi: Pignone, Lanerossi e Sir
Nato per operare in un settore ben specifico (ricerca, estrazione e lavorazione degli idrocarburi), già dal 1953 l'ENI allargò il suo campo di attività al settore metalmeccanico, acquisendo il Nuovo Pignone di Firenze: si racconta che la richiesta di intervenire per salvare l'azienda sia arrivata a Mattei direttamente dall'allora sindaco di Firenze Giorgio La Pira, per scongiurare gli oltre mille licenziamenti annunciati dalla proprietà. L'azienda produceva compressori e altri macchinari industriali, e si sarebbe rivelata poi strategicamente importante per l'ENI per la costruzione di pompe di benzina.
Nel 1962 l'ENI acquisì l'azienda tessile Lanerossi, anch'essa in condizioni economiche precarie.
Nel 1982 assorbì le aziende SIR, Rumianca ed Euteco del gruppo Rovelli.

#### L'attività all'estero
I crescenti consumi petroliferi dell'Italia costrinsero l'ENI a rivolgersi all'estero per garantire al paese gli approvvigionamenti. Il fatto di arrivare per ultimo nei paesi esportatori del Medio Oriente portò l'ENI a concludere contratti molto favorevoli per i produttori, fatto che da una parte fruttò all'ente l'immagine di “amico” dei Paesi in via di sviluppo e dall'altra invece suscitò la contrarietà da parte del cartello internazionale delle Sette sorelle (vedi la voce Enrico Mattei, "Il governo ombra" di Mattei).
In effetti fin dai suoi primi anni l'ENI puntò con decisione sull'Africa, dove, oltre a concludere accordi per le ricerche, realizzò raffinerie e reti distributive.
Furono strategicamente importanti per l'ENI le competenze ingegneristiche delle sue controllate Snamprogetti e Saipem: la progettazione e realizzazione di oleodotti e raffinerie furono spesso inserite come contropartita negli accordi per la ricerca e lo sfruttamento di giacimenti petroliferi.

### Gli anni sessanta
Nel 1962, Enrico Mattei morì in un misterioso attentato che fu inizialmente ritenuto essere solo un semplice incidente aereo nei pressi di Bascapè. La sua morte è collegata alla protezione di importanti interessi politici, economici e mafiosi, italiani ma anche stranieri, come appurato solo nel 2012 durante le indagini su un altro omicidio, quello di Mauro De Mauro, un giornalista intenzionato a rivelare i segreti dietro l'attentato.
In seguito alla misteriosa uccisione di Mattei, la presidenza dell'ente fu affidata al suo stretto collaboratore Marcello Boldrini, che però esercitava prevalentemente funzioni di rappresentanza; di fatto, Eugenio Cefis era il dirigente con la maggior autorità. Dopo gli anni del frenetico sviluppo impresso da Mattei, l'ENI cercò di:
- riequilibrare la propria situazione finanziaria: infatti lo sviluppo dell'ente aveva generato forti fabbisogni finanziari che erano stati coperti principalmente da debiti, essendo del tutto insufficiente il patrimonio, cioè il “fondo di dotazione” erogato dallo Stato, che fu effettivamente incrementato nel 1964;
- migliorare i propri rapporti con le “Sette sorelle” che erano stati forti avversari di Mattei; dopo la morte di Mattei, l'Eni stipula un accordo con la Esso per la fornitura di greggio, inaugurando così una fase di collaborazione e non di contrapposizione con i concorrenti.

Le stesse licenze produttive conquistate dall'ENI in Egitto e Iran non furono particolarmente fortunate, non garantendo produzioni di greggio particolarmente rilevanti. La strada scelta dall'ENI in questo decennio fu così quella di stringere contratti di fornitura di petrolio, senza assumersi l'onere della ricerca e dell'estrazione, che comunque continuò, spesso in consorzio con altre compagnie, in molti paesi del mondo. Nel maggio del 1969 un gruppo di tecnici dell'Agip in Nigeria fu attaccato dagli indipendentisti del Biafra; 10 di loro furono uccisi e gli altri rilasciati dopo lunghe trattative (vedi anche Eccidio di Biafra).

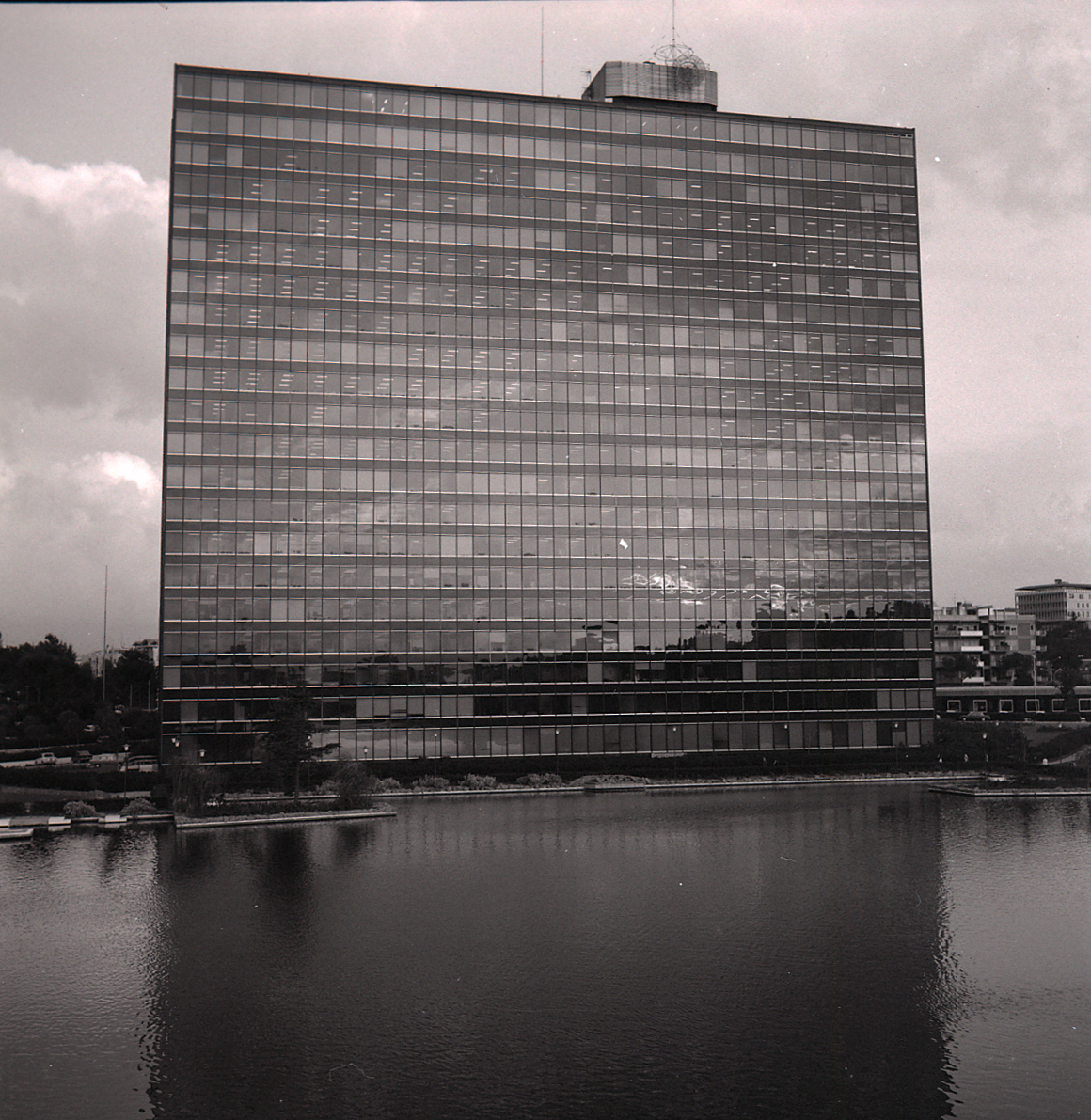
Palazzo ENI, Roma, costruito dal 1959 al 1962. Foto di Paolo Monti, 1967.

Le maggiori attenzioni dei vertici dell'ENI in questo periodo furono dedicate però alla chimica: i programmi di sviluppo dell'Anic (petrolchimico di Gela, stabilimenti di Ferrandina e Manfredonia) avvenivano in parallelo con quelli di Montecatini ed Edison. Si trattava di investimenti ingenti e rischiosi, che garantivano un ritorno solo nel lungo periodo, cui si aggiungeva il rischio di creare inutili duplicazioni di impianti tra azienda pubblica e azienda privata. Questo mise in tensione i concorrenti, che reagirono fondendosi nella Montedison nel 1966; poiché però anche da parte ENI si temevano i rischi di duplicazione di impianti, e i primi tentativi di accordo e coordinamento tra i due gruppi andarono a vuoto, nel 1968 l'ENI acquistò un pacchetto azionario che, per quanto modesto, ne fece il primo azionista di Montedison. La presa dell'ENI sulla Montedison fu sancita dalla sua entrata nel patto di sindacato che amministrava la società e poi, nel 1971, dal passaggio di Cefis dall'ente petrolifero alla presidenza dell'azienda chimica.

### Gli anni settanta
All'ENI Cefis fu sostituito da Raffaele Girotti, che era stato uno dei suoi principali collaboratori; ben presto però i rapporti tra i due si guastarono e l'auspicato coordinamento degli investimenti tra ENI e Montedison non vi fu, nonostante i programmi redatti dal CIPE e l'istituzione di una Commissione Parlamentare di indagine sull'industria chimica. L'Eni cercò di avvantaggiarsi sulla concorrenza cercando di rafforzarsi nella chimica delle specialità e nella farmaceutica, acquisendo numerose piccole e medie imprese.
Lo scontro chimico si concluse con la crisi finanziaria dei gruppi chimici privati SIR e Liquichimica i cui impianti, sovradimensionati e sottoutilizzati, furono rilevati dall'ENI. L'ENI uscì completamente dalla Montedison nel 1980.
La crisi petrolifera del 1973 provocò un forte aumento dei prezzi del petrolio greggio, che però non poteva essere scaricato sui prezzi dei prodotti derivati, a causa del blocco dei prezzi imposto dal governo: di conseguenza, i bilanci dell'ENI per le prime volte chiusero in perdita. Inoltre la crisi portò all'abbandono del mercato italiano da parte di alcune compagnie petrolifere straniere, e l'ENI dovette provvedere a rilevarne le raffinerie e la rete di distribuzione, così come avvenne per le attività minerario-metallurgiche dell'EGAM, che l'ENI dovette acquistare su indicazione del Parlamento.
Negli anni settanta quindi si accentuò il ruolo dell'ENI come strumento per il salvataggio di imprese in difficoltà con lo scopo principale di salvaguardare posti di lavoro in Italia; nonostante questo, le attività internazionali proseguirono e portarono, ad esempio alla costruzione nel 1974 dei gasdotti per l'importazione di metano dai Paesi Bassi e dall'URSS. Nel 1971 l'Agip fu l'unica compagnia a “salvarsi” dalla nazionalizzazione delle ricerche petrolifere in Libia, rimanendo per molti anni l'unica a operare in quel paese.

### Gli anni ottanta
Politicamente, i vertici dell'ENI fino al 1979 furono vicini alla Democrazia Cristiana; ma a partire da fine anni Settanta fu rilevante l'influenza del Partito Socialista Italiano, che indicò alla presidenza Giorgio Mazzanti e alla direzione generale Leonardo Di Donna. Mazzanti si dimise dopo pochi mesi a causa di uno scandalo (caso Eni-Petromin) legato a una fornitura di petrolio dall'Arabia Saudita. Dal 1979 al 1983 si alternarono ai vertici dell'ENI ben tre presidenti e due commissari, che lasciarono l'azienda in seguito a dimissioni, mentre i risultati economici dell'ENI segnavano perdite record. Nel 1983 fu raggiunta una maggior stabilità, con la nomina alla presidenza di Franco Reviglio, che rimase in carica fino al 1989; sotto la sua presidenza furono ceduti il settore tessile (Lanerossi), fonte di molte perdite, e i risultati economici tornarono positivi.
Successivamente viene portata a termine la privatizzazione di alcune società del gruppo, guidate dal manager Vito Gamberale, operanti nei settori dell'abbigliamento, metallurgico e minerario.
La sistemazione del settore chimico rimase un punto irrisolto dell'ENI: a un primo accordo con la Montedison nel 1983, che suddivise tra i due gruppi le principali produzioni chimiche, seguì nel 1989 la costituzione di Enimont, che concentrava tutta la chimica di base italiana. Ma già nel novembre 1990 venne firmato l'accordo che assegnava all'ENI la totalità delle azioni Enimont, per un esborso di 2.800 miliardi di lire.

### Gli anni novanta: la privatizzazione
Con il decreto legge n. 333 dell'11 luglio 1992 deliberato dal Governo Amato I, l'Ente Nazionale Idrocarburi fu trasformato in una Società per azioni controllata dal Ministero del Tesoro, con Gabriele Cagliari presidente e Franco Bernabè amministratore delegato, assumendo la denominazione societaria di Eni S.p.A; questa trasformazione costituì il primo passo del previsto processo di privatizzazione. Dal 1993 il presidente Cagliari e altri dirigenti furono coinvolti nelle inchieste di Tangentopoli; lo stesso Bernabè denunciò all'interno delle società del gruppo l'esistenza di un sistema di “fondi neri” tramite il quale trasferire all'estero denaro destinato al finanziamento di partiti politici. L'Eni subì un profondo processo di ristrutturazione: attività marginali e non strategiche furono cedute; la chimica, che tante risorse e tante energie aveva assorbito, vide di molto ridimensionata la sua importanza all'interno del gruppo, che avrebbe dovuto concentrarsi nelle attività strettamente legate al petrolio e al gas in vista della sua apertura agli azionisti privati. Il processo di ristrutturazione ridusse di molto il numero di dipendenti del gruppo rispetto ai massimi raggiunti negli anni ottanta.
| Anno | Dipendenti |
| ---- | ---------- |
| 1954 | 16.000     |
| 1962 | 56.000     |
| 1972 | 79.000     |
| 1982 | 144.000    |
| 1992 | 128.000    |
| 2002 | 80.700     |
| 2007 | 75.900     |
| 2011 | 78.686     |
| 2015 | 28.246     |
| 2016 | 32.733     |
| 2018 | 30.950     |
| 2019 | 32.053     |
| 2020 | 31.495     |
| 2021 | 32.689     |
| 2022 | 32.188     |
| 2023 | 33.142     |
| 2024 | 32.492     |

Nel 1995 una prima quota del capitale di Eni fu collocata sul mercato e l'azienda fu quotata in borsa a Milano e a New York; ulteriori cessioni negli anni successivi hanno portato il Ministero del Tesoro a scendere fino al 30% circa del capitale.
Il miglioramento della redditività ha portato l'Eni a garantire all'azionista pubblico buoni dividendi e ad avere le risorse per espandersi anche tramite acquisizioni all'estero (British Borneo 2000, Lasmo 2001, Burren e Dominion 2008).
Dal 1995 al 2001, lo Stato italiano ha venduto in cinque fasi una parte consistente del capitale azionario, conservandone una quota superiore al 30% (sommando le quote Ministero dell'Economia e delle Finanze e della Cassa Depositi e Prestiti), e detenendo comunque il controllo effettivo della società. In base alla legge 30 luglio 1994, n. 474, lo Stato, tramite il Ministro dell'economia e delle finanze, d'intesa con il Ministro dello sviluppo economico, è titolare di una serie di poteri speciali (la cosiddetta golden share) da esercitare nel rispetto di criteri prestabiliti, ritenendo l'Eni un importante attore strategico per la sua politica economica.
Il controllo dello Stato italiano avviene così pur non disponendo più della maggioranza assoluta dei voti in assemblea.

### Il XXI secolo: la transizione energetica
Dai primi anni 2000 Eni avvia una transizione energetica a favore delle energie rinnovabili mediante la collaborazione con diversi partner ed enti di ricerca. Nel 2007 prende il via la collaborazione con l’Istituto Donegani per lo sviluppo di tecnologie nel campo delle fonti di energia non convenzionali. Nel 2008 Eni stringe un accordo con il MIT per attività di ricerca energetica finalizzata allo sviluppo di tecnologie solari avanzate, accordo che porta nel 2010 all'inaugurazione dell’Eni-Mit Solar Frontiers Center, centro multidisciplinare creato con lo scopo di promuovere e accelerare la ricerca nelle tecnologie solari.
Con l'acquisizione, nel febbraio 2006, di Snamprogetti da parte della Saipem, azienda precedentemente controllata dall'Eni, quest'ultima costituisce un nuovo leader mondiale nei servizi petroliferi per le attività offshore e onshore. Saipem è a sua volta quotata in borsa. Nel 2007 l'Eni ha firmato un accordo con la compagnia petrolifera Gazprom con cui è stato formalizzato il prolungamento delle forniture di gas e il permesso per la compagnia russa di vendere il gas in Italia in cambio della concessione per Eni di sviluppare progetti di ricerca ed estrazione di idrocarburi in Siberia.
Il 29 maggio 2008 Eni ha annunciato l'acquisizione della maggioranza azionaria della società belga Distrigas S.A., operante nella commercializzazione di gas naturale in Belgio, Francia, Germania, Paesi Bassi e Lussemburgo. A seguito di questa operazione, Eni ha lanciato un'OPA obbligatoria sulle restanti azioni Distrigas, che si è conclusa positivamente il 25 marzo 2009, consolidando in tal modo la propria posizione di leadership nel mercato europeo del gas naturale. 
Nel 2011 viene siglata una partnership tra la società di Eni Versalis (ex Polimeri Europa) e l’azienda chimica italiana Novamont, che dà vita a un nuovo polo di sviluppo della chimica verde a Porto Torres. Nel 2012 le quote detenute direttamente dal Tesoro sono state cedute alla Cassa depositi e prestiti ed è stata scorporata la Snam e ceduta anch'essa alla CDP (società in mani pubbliche).
Il 2014 è un anno rilevante per la transizione energetica di Eni: la raffineria convenzionale di Porto Marghera viene riconvertita in impianto di bioraffineria con l’obiettivo di trasformare materie prime di origine biologica in biocarburanti di alta qualità. Dal 1988 al 2015 l'azienda risulta responsabile per lo 0,59% delle emissioni industriali di gas serra.
Nel 2015 Eni ha creato la nuova direzione Energy Solutions per la promozione delle energie rinnovabili. Nel 2017 Eni ha deciso di cedere le attività Gas&Power retail in Belgio.
Nel 2017 nasce la direzione Eni New Energy con il compito di realizzare e operare gli impianti di energia rinnovabile sviluppati: nel 2018 viene inaugurato il primo impianto fotovoltaico in Sardegna presso il polo industriale di Assemini con una potenza di 26 MW, nel 2019 viene avviata la costruzione del secondo impianto fotovoltaico a Porto Torres con una capacità installata di picco di 31 MW. Il 2019 è anche l’anno dell’avvio delle attività della bioraffineria di Gela che, con una capacità di lavorazione che raggiunge le 750.000 tonnellate annue, è il più innovativo impianto per la produzione di biocarburanti in Europa. Nel gennaio 2020 Eni si riconferma leader per il Carbon Disclosure Project, progetto di sostenibilità ambientale che valuta le performance delle imprese nella lotta contro il cambiamento climatico. Nel 2020 Eni viene definita come la migliore compagnia petrolifera per sostenibilità da Carbon Traker.
Nel 2018 Eni ha avviato l'utilizzo del supercalcolatore HPC4, dotandosi di un sistema di calcolo tra i primi dieci al mondo, primo assoluto tra i sistemi non-governativi.
Nel 2018 Eni diventa primo azionista dell'azienda americana Commonwealth Fusion Systems (CFS), spin-out del Massachusetts Institute of Technology (MIT) di Boston, che ha l'obiettivo di realizzare un reattore a fusione, basato sulla tecnologia tokamak, molto più compatto ed economico rispetto ad altri progetti esistenti come quello internazionale di ITER. Il 5 settembre 2021 CFS ha realizzato e testato con successo un prototipo in scala 1:1 di un magnete basato su superconduttori HTS (High Temperature Superconductors). L'esperimento ha dimostrato, per la prima volta, che è possibile realizzare una camera di fusione in cui il confinamento del plasma è assicurato da questo tipo di supermagneti. Questa tipologia di camera di fusione potrà consentire al reattore di raggiungere le altissime temperature, nell'ordine di 100 milioni di gradi, necessarie per rendere possibile la fusione controllata di deuterio e trizio e produrre energia sostenibile. Nel dicembre 2021 Eni rafforza la partnership con CFS partecipando a un round di finanziamento di 1,8 miliardi di dollari insieme a diversi finanziatori tra cui Google e Bill Gates. Il 9 marzo 2023 Eni sigla successivamente un accordo di cooperazione con CFS con l'obiettivo di accelerare lo sviluppo industriale di ARC, la prima centrale elettrica da fusione in grado di immettere elettricità nella rete. Secondo il nuovo accordo di collaborazione, Eni metterà a disposizione dell'azienda statunitense le proprie competenze di ingegnerizzazione per velocizzare il processo di industrializzazione della fusione.
Nel 2020 Eni ha installato e avviato il supercalcolatore HPC5, che in quel momento era il supercomputer industriale più potente del mondo, in grado di calcolare 51 milioni di miliardi di operazioni complesse al secondo.
Al 2021 Eni detiene una quota di mercato sulle stazioni di servizio italiane pari al 20% circa.
A fine agosto 2022 Eni trova giacimenti di gas per oltre 70 miliardi di metri cubi nelle sue concessioni al largo di Cipro.
Il 31 gennaio 2024, Eni completa l'acquisizione di Neptune Energy Group che opera nei territori del Nord Europa.
Nel novembre 2024 Eni ha completato e avviato il nuovo sistema di supercalcolo HPC6, primo in Europa per potenza di calcolo e quinto al mondo, in grado di eseguire oltre 600 milioni di miliardi di operazioni matematiche complesse al secondo.

## Loghi
La storia del logo della multinazionale Eni è strettamente correlata a quello della compagnia petrolifera Agip (1926-2013). Nel 1952, un anno prima della nascita dell'Eni – in cui Agip verrà fatta confluire –, viene indetto un concorso per l'ideazione del marchio della benzina Supercortemaggiore: risulterà vincitore l'artista Luigi Broggini con il cosiddetto "cane a sei zampe". Il marchio – un cane nero a sei zampe, intento a sputare fuoco dalla bocca – ottiene un successo superiore alle aspettative, tanto che dal 1962 diviene il logo ufficiale dell'Eni e di tutte le altre aziende del gruppo, dopo esserlo già stato de facto per il decennio precedente.
Tale logo viene ridisegnato una prima volta nel 1972, quando Eni e Agip si dotano per la prima volta di una moderna immagine coordinata – comprensiva di wordmark specifico –, opera del grafico Bob Noorda per l'agenzia Unimark di Massimo Vignelli. Nel 1998, in occasione della trasformazione da ente pubblico a società per azioni, i loghi Eni e Agip sono oggetto di un secondo redesign ancora ad opera di Noorda.
Nel 2009, con l'inizio della dismissione del marchio Agip e la graduale unificazione di tutte le attività del gruppo sotto il marchio Eni, il logo mantiene il "cane a sei zampe" ma riceve un nuovo wordmark. L'ultima evoluzione del logo Eni risale al 2023, in coincidenza con la riorganizzazione del core business della multinazionale, in particolare verso la transizione energetica: il "cane a sei zampe" perde i suoi colori storici, abbracciando il giallo quale nuovo colore aziendale oltreché un diverso wordmark.

Logo Eni usato dal 1953 al 1972
Logo Eni usato dal 1972 al 1998
Logo Eni usato dal 1998 al 2009
Logo Eni usato dal 2009 al 2023
Logo Eni in uso dal 2023

## Struttura del gruppo

### Struttura prima della trasformazione in S.p.A.
L'ENI è stato dalla nascita al 1992 un ente pubblico economico, finanziato dallo stato tramite un “fondo di dotazione” la cui erogazione e incremento erano determinati dal Parlamento.
Come ente pubblico economico, l'ENI era sottoposto alla supervisione del Ministero delle partecipazioni statali, dove, almeno fino agli anni ‘70, fu dominante l'influenza della Democrazia Cristiana, che era stata determinante sia nell'istituzione dell'ENI sia in quella del Ministero; in seguito, divenne importante quella del PSI, dal quale era indicato il presidente dell'ente.
L'ENI era governato da un consiglio di amministrazione, all'interno del quale era individuata una “Giunta esecutiva” di tre membri più il presidente e il vicepresidente; la Giunta esecutiva era l'organo con i maggiori poteri decisionali, e i suoi membri erano scelti su indicazione dei partiti della maggioranza di governo.
L'ENI prima della privatizzazione era strutturato in modo simile all'IRI, cioè come una holding che controllava diverse “caposettore” che presiedevano alle diverse attività; le principali caposettore dell'ENI erano:
- Agip (fino al 1997) e Agip Petroli, che controllavano rispettivamente il settore dell'estrazione e quello della raffinazione di idrocarburi;
- Snam, che si occupava del trasporto e della commercializzazione (tramite Italgas) del gas;
- Anic (fino al 1983), poi Enichem, caposettore per la petrolchimica e la chimica;
- Snamprogetti e Saipem, specializzate nell'impiantistica e nell'ingegneria;
- Nuovo Pignone, azienda impiantistica e meccanica che controllava altre società meccaniche minori, ceduta dall'Eni nel 1992;
- Lanerossi, azienda tessile controllata dall'ENI tra il 1962 e il 1986, che a sua volta controllava varie altre aziende tessili;
- Samim S.p.A., caposettore per il settore minerario-metallurgico, costituita nel 1978 e dal 1991 denominata Enirisorse.

L'ENI operava anche nell'editoria (Il Giorno e l'Agenzia Giornalistica Italiana, quest'ultima ancora di sua proprietà), nei combustibili nucleari (Agip Nucleare), nella farmaceutica (Recordati, Sclavo) e nel settore turistico-alberghiero (catena dei motel Agip con la società SEMI). In effetti l'ENI era considerato una delle compagnie petrolifere più grandi al mondo, ma anche tra le più diversificate.
Fino alla presidenza di Eugenio Cefis il presidente dell'ENI era anche presidente delle caposettore, mantenendo un elevato grado di controllo sulle diverse attività. A partire dagli anni '70 invece l'influenza dei partiti politici sulle nomine degli amministratori nelle società divenne dominante.

### Dopo la trasformazione in S.p.A.
Dopo l'avvio della quotazione in borsa, avvenuta a partire dal 1995, l'Eni si diede una struttura più “snella”: Agip e Snam furono assorbite dall'Eni S.p.A., che si organizzò nelle tre divisioni. Molte attività considerate non strategiche furono cedute. Come società per azioni l'Eni si è dato un governo d'impresa simile a quella di altre aziende private, con un consiglio di amministrazione di nove membri e un amministratore delegato. Nonostante la sua discesa nel capitale, il Ministero dell'Economia conserva il potere di nominare la maggior parte dei membri del consiglio.
L'Eni è organizzata in tre grandi divisioni operative:
- Divisione E&P (Exploration and Production): ricerca e produzione di idrocarburi
  - La produzione giornaliera di idrocarburi ha raggiunto nel 2024 una media annua di 1,7 milioni di boe/giorno (barili di olio equivalenti)[1]
- Divisione G&P (Gas and Power): approvvigionamento e vendita di gas naturale all'ingrosso e al dettaglio, acquisto e commercializzazione di gas naturale liquefatto (GNL) e acquisto, produzione e vendita di energia elettrica.
  - Le vendite di gas naturale hanno raggiunto 50,88 miliardi di metri cubi nel 2024 e sono stati venduti 44,83 TWh di energia elettrica[1].
- Divisione R&M e Chimica (Refining and Marketing e Chimica): raffinazione e commercializzazione di carburanti e altri prodotti petroliferi
  - Le vendite di prodotti petrolchimici sono state 3,17 milioni di tonnellate nel 2024[1].

## Partecipazioni
Le società partecipate dal gruppo Eni al 31 dicembre 2022 sono:
- Agenzia Giornalistica Italia (AGI), 100% (agenzia di stampa)
- Azule Energy Angola SpA (ex Eni Angola SpA), combina le attività angolane nell’upstream, nel GNL e nel solare di Eni e Bp
- Banque Eni SA, erogazione di servizi finanziari
- Ecofuel SpA, 100% (produzione e commercializzazione di componenti puliti per benzine e di metanolo; gestione degli impianti biogas acquisiti da Fri-El Green Power tramite la controllata Enibioch4in)
- Enibioch4in, produzione di biometano
- Eni Corporate University, 100% (selezione e formazione personale)
- Eni International Resources, 100% selezione e sviluppo di risorse internazionali
- Eni Next LLC, società di Corporate Venture Capital del Gruppo Eni
- Eni Plenitude, 100% (ex Eni gas e luce), vendita di gas naturale ed energia elettrica a privati e imprese
- EniPower, 51% generazione e vendita di energia elettrica e vapore tecnologico
- EniProgetti, 100% (servizi di ingegneria)
- Eni Rewind, 100% servizio integrato nel campo del risanamento ambientale
- EniServizi, 100% fornitura di servizi integrati
- Enilive, 100% (società dedicata alla mobilità sostenibile e alla fornitura di servizi e prodotti decarbonizzati)
- Eniverse, 100% società Corporate Venture Builder per l'innovazione tecnologica
- Enivibes, società corporate venture per tecnologie di monitoraggio asset integrity
- Export LNG Ltd, 100% (detiene l’impianto di liquefazione galleggiante Tango FLNG nella Repubblica del Congo)
- Ieoc SpA, 100% (consociata attiva in Egitto)
- LNG Shipping SpA, 100% trasporto via mare di gas naturale liquefatto
- Mozambique Rovuma Venture SpA, 36% (joint venture formata da Eni, ExxonMobil e CNODC, che detiene una partecipazione del 70% nella licenza di esplorazione e produzione di Area 4 in Mozambico)
- Saipem, 21,19% (Costruzioni off-shore e on-shore, posa condotte, perforazioni)[69]
- Versalis, 100% produzione e distribuzione di prodotti petrolchimici

### Partecipazioni in passato
- Tecnomare, (Servizi di ingegneria offshore)
- Eni Engineering E&P, (Servizi di ingegneria onshore)
- 8,537% di Snam, che a sua volta controlla:
  - Snam Rete Gas, 100% (Trasporto e dispacciamento di gas naturale)
  - Italgas S.p.A., 100% (Distribuzione di gas naturale in ambito urbano, gruppo costituito da 21 società). Il 12 febbraio 2009, ENI ha venduto il 100% di Italgas S.p.A. alla allora Snam Rete Gas S.p.A. (oggi Snam) per 3,07 miliardi di euro[70]
  - STOGIT, (STOccaggio Gas ITalia), 100%. Il 12 febbraio 2009, ENI ha venduto il 100% di Stogit S.p.A. alla allora Snam Rete Gas S.p.A. (oggi Snam) per 1,65 miliardi di euro[71]

## Governo d'impresa

### Presidenti
- Enrico Mattei (1953-1962)
- Marcello Boldrini (1962-1967)
- Eugenio Cefis (1967-1971)
- Raffaele Girotti (1971-1975)
- Pietro Sette (1975-1979)
- Giorgio Mazzanti (1979)
- Egidio Egidi (commissario straordinario, 1979-1980)
- Alberto Grandi (1980-1982)
- Enrico Gandolfi (commissario straordinario, 1982)
- Umberto Colombo (1982-1983)
- Franco Reviglio (1983-1989)
- Gabriele Cagliari (1989-1993)
- Luigi Meanti (1993-1996)
- Guglielmo Moscato (1996-1999)
- Renato Ruggiero (1999)
- Gian Maria Gros-Pietro (1999-2002)
- Roberto Poli (2002-2011)
- Giuseppe Recchi (2011-2014)[72]
- Emma Marcegaglia (2014-2020)
- Lucia Calvosa (2020-2023)
- Giuseppe Zafarana (dal 2023)

### Consiglio di amministrazione
L'Assemblea tenutasi il 10 maggio 2023 ha confermato in 9 il numero dei componenti del Consiglio di Amministrazione.
Gli attuali amministratori sono:
- Presidente: Giuseppe Zafarana
- Amministratore delegato: Claudio Descalzi
- Consiglieri: Elisa Baroncini, Massimo Belcredi, Roberto Ciciani, Carolyn Adele Dittmeier, Federica Seganti, Cristina Sgubin e Raphael Louis L. Vermeir.

### Amministratori delegati
- Franco Bernabè (1991 - 1999)[73]
- Vittorio Mincato (1999 - 2005)[74]
- Paolo Scaroni (2005 - 2014)[75]
- Claudio Descalzi (dal 2014)

### Principali azionisti
I maggiori azionisti di Eni sono::
- Cassa depositi e prestiti - 28,503%
- Ministero dell'economia e delle finanze - 1,997%
- Totale partecipazione statale: 30,5%

### Sedi
Eni SpA ha sede a Roma nel quartiere dell'EUR, nell'omonimo Palazzo ENI appositamente realizzato nel 1962 per ospitare gli uffici dell'ente. Un'altra sede storica dell'Eni si trova a San Donato Milanese, realizzata negli anni '50 nelle vicinanze di una stazione di pompaggio del metano. La costruzione della sede si accompagnò a quella di un quartiere residenziale limitrofo che prese il nome di Metanopoli. Storicamente, la Snam, l'Agip e l'Anic hanno sempre avuto la sede direzionale a Milano, mentre l'Agip Petroli a Roma. Grandi complessi petrolchimici costruiti dall'Eni tra gli anni '50 e '60 si trovano a Ravenna e a Gela, altri (come a Mantova e a Brindisi) sono stati acquisiti dall'Eni successivamente; molti altri stabilimenti e raffinerie sono stati rilevati dall'Eni da aziende private che si trovavano in difficoltà economiche. Il Laboratorio per le energie rinnovabili e l'ambiente (ex Centro Ricerche per le Energie Non Convenzionali - Istituto Eni Donegani) si trova a Novara.

## Dati economici

### 2006
- Capitalizzazione in Borsa (fine esercizio): 93,8 miliardi di euro.
- Valore per azione: euro 25,48 (per paragone: alla prima offerta al pubblico nel 1995 il prezzo per azione: euro 5,42)
- Ricavi dell'esercizio: euro 86,1 miliardi (1996: 29,8 miliardi).
- Utile netto: euro 9,2 miliardi (1996: 2,3 miliardi)
- Produzione quotidiana idrocarburi (petrolio e gas): 1,77 milioni di barili di petrolio equivalente (boe) (per paragone: l'intero consumo quotidiano italiano di idrocarburi: 2,29 milioni di boe)

### 2007
- Capitalizzazione in Borsa (fine esercizio): euro 91,6 miliardi.
- Valore per azione: euro 25,05
- Ricavi dell'esercizio: euro 87,256 miliardi dalla sua gestione caratteristica: 88,083 con altri ricavi e proventi inclusi.
- Utile netto: euro 10,011 miliardi
- Produzione quotidiana idrocarburi (petrolio e gas): 1,736 milioni di barili di petrolio equivalente (boe)
- Bilancio Eni S.p.A al 31.12.2007 (PDF) [collegamento interrotto], su eni.it.

### 2008
ENI nel 2008 ha ottenuto ricavi per 108,15 miliardi di euro per quanto riguarda la sua gestione caratteristica, 108,87 con altri ricavi e proventi inclusi, EBIT di 18,64 miliardi, utili per 8,82 miliardi. Patrimonio netto di 44,43 miliardi, indebitamento finanziario netto di 18,37 miliardi, partecipazioni per 26,72 miliardi in 368 controllate, 202 collegate e altre 35 aziende, capitalizzazione di 60,6 miliardi, un'azione vale 16,74 euro.
La produzione quotidiana idrocarburi (petrolio e gas) si è attestata a 1,797 milioni di barili di petrolio equivalente (boe) di cui 1,026 milioni di barili di petrolio (68.000 in Italia) e 125 milioni di metri cubi di gas naturale (21,2 in Italia).
La rete Agip, Divisione Refining&Marketing, ha ottenuto ricavi per 45,83 miliardi, perdite per 1,02 miliardi, 5.956 stazioni di servizio in Europa che hanno venduto 12,67 milioni di tonnellate di prodotti petroliferi e 8.327 dipendenti.
Ha 3.335 milioni di barili di petrolio e condensati (186 milioni in Italia) e 531 miliardi di metri cubi di gas naturale (81 miliardi in Italia) di riserve certe con 10 anni di vita utile.
- Bilancio Eni S.p.A al 31.12.2008 (PDF), su eni.it. URL consultato il 26 aprile 2009 (archiviato dall'url originale il 23 aprile 2009).

### 2009
ENI nel 2009 ha fatturato 83,22 miliardi di euro di ricavi, ha avuto 1,11 miliardi di altri ricavi, Ebit di 12,05 miliardi, utili per 4,36 miliardi. Possiede 63,17 miliardi di immobili, impianti e macchinari, posizione finanziaria negativa per 23,05 miliardi. Ha partecipazioni per 29,37 miliardi di euro.
ENI occupa 78.417 dipendenti.
La divisione Exploration&Production ha raggiunto una produzione quotidiana idrocarburi (petrolio e gas), di 1.769 milioni di barili di petrolio equivalente al giorno, di cui 1.007 milioni di barili di petrolio (56.000 in Italia) e 123,9 milioni di metri cubi di gas naturale (18,5 in Italia).
Divisione Gas&Power ha venduto 103,72 miliardi di metri cubi di gas naturale, 12,9 miliardi di GNL e 33,96 terawatt di energia elettrica, di cui 24,09 TW prodotti tramite le centrali Eni in Italia.
Possiede riserve certe per 3.463 milioni di barili di petrolio e condensati e 508 miliardi di metri cubi di gas naturale con una vita utile di 10 anni.
La rete Agip, Divisione Refining&Marketing, ha ottenuto ricavi per 31,76 miliardi di euro, ha venduto 12,02 milioni di tonnellate di prodotti petroliferi attraverso un numero medio di 5.986 stazioni di servizio: impiega 8.166 dipendenti. Ha raffinato 34,55 milioni di tonnellate di petrolio. Detiene il 31,5% del mercato di distribuzione italiano.
Fonte: Bilancio Eni S.p.A al 31.12.2009

### 2010
Il gruppo ENI S.p.A. ha fatturato 98,52 miliardi di euro, principalmente dovuti a:
- 43,19 miliardi da Divisione Refining&Marketing
- 29,57 miliardi da Divisione Gas&Power
- 29,49 miliardi da Divisione Exploration&Production
- 10,58 miliardi da Divisione Ingegneria&Costruzioni
- 6,141 miliardi da Divisione Petrolchimica

A tali dati sono da sottrarre i ricavi infrasettoriali.
12,05 miliardi di Ebit e 6,31 miliardi di utile netto.
Ha debiti per 27,78 miliardi, indebitamento finanziario netto di 26,19 miliardi, patrimonio netto di 55,72 miliardi, occupa 79.941 dipendenti.
Possiede riserve certe per 3.623 milioni di barili di petrolio e condensati e 506 miliardi di metri cubi di gas naturale per una vita utile di 10 anni.
Divisione Exploration&Production ha raggiunto una produzione quotidiana idrocarburi (petrolio e gas), di 1.815 milioni di barili di petrolio equivalente al giorno, di cui 997 milioni di barili di petrolio e 129 milioni di metri cubi di gas naturale.
Divisione Gas&Power ha venduto 97,06 miliardi di metri cubi di gas naturale, 15 miliardi di GNL e 39,54 terawatt di energia elettrica, di cui 25,63 TW prodotti tramite le centrali Eni in Italia (Ferrera Erbognone, Ravenna, Livorno, Taranto, Mantova, Brindisi, Ferrara e Bolgiano).
Divisione Refining&Marketing (rete Agip) ha venduto 46,8 milioni di tonnellate di prodotti petroliferi, gestendo una rete di 6.167 stazioni in Europa.
Fonte: Bilancio ENI S.p.A. al 31.12.10

### 2011
Nel 2011 ENI ha conseguito fatturato per 107,69 miliardi di cui:
- 51,21 miliardi da Divisione Refining&Marketing
- 33,09 miliardi da Divisione Gas&Power
- 29,12 da Divisione Exploration&Production
- 11,84 miliardi da Divisione Ingegneria&Costruzioni
- 6,49 miliardi da Divisione Petrolchimica

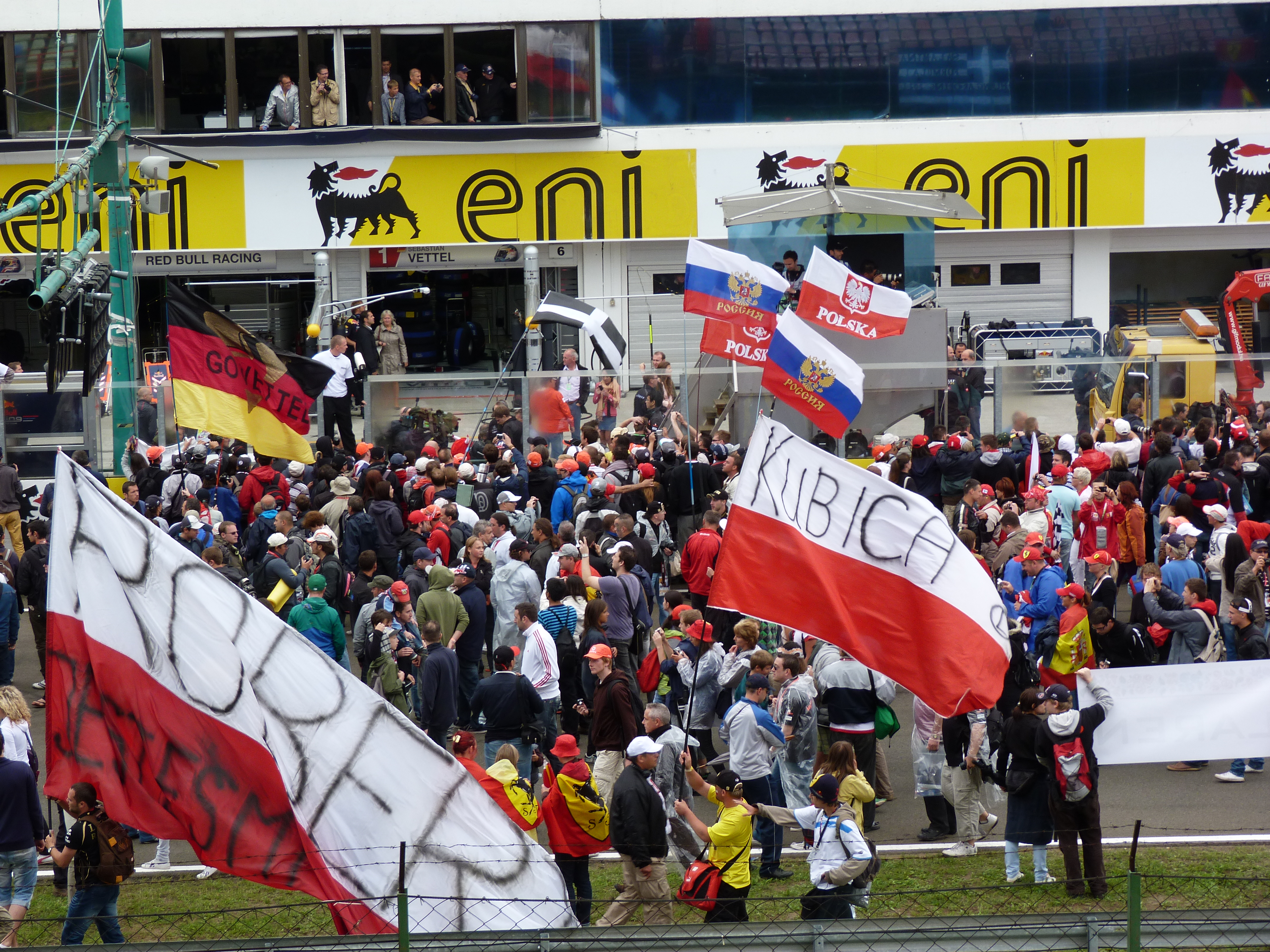
Pubblicità dell'Eni al Gran Premio d'Ungheria 2011

A tali dati sono da sottrarre i ricavi infrasettoriali.
Ebit di 16,80 miliardi, 6,86 miliardi di utile. Indebitamento finanziario netto di 28,03 miliardi, 58 miliardi di capitalizzazione, 72.574 dipendenti. Possiede un patrimonio netto di 60,39 miliardi, valore residuo di immobili, impianti e macchinari pari a 73,57 miliardi, debiti per 29,59 miliardi.
ENI - Divisione Exploration&Production possiede 7,08 milioni di boe di riserve certe per una vita utile di circa 12 anni, ha raggiunto una produzione giornaliera di 1,58 milioni di boe.
ENI - Divisione Gas&Power ha importato e venduto 96,76 miliardi di metri cubi di metano (7,22 miliardi prodotti in Italia), 15,7 miliardi di GNL e 40,28 terawattora di energia elettrica (di cui 25,23 prodotti in Italia). I clienti italiani sono 7,1 milioni.
ENI - Divisione Refining & Marketing ha commercializzato 45,02 milioni di tonnellate di prodotti petroliferi attraverso una rete di 6.287 stazioni di servizio in tutta Europa. Ha il 30,5% del mercato italiano.
La crescita dell'utile è da ricondurre all'aumento del prezzo del petrolio e a una plusvalenza di 1,04 miliardi dovuta alle cessioni dei gasdotti europei che hanno compensato le perdite delle Divisioni Gas&Power, Petrolchimica e Refining&Marketing.
ENI S.p.A. detiene partecipazioni per un totale di 31,77 miliardi di euro.
Fonte: Bilancio ENI S.p.A. al 31.12.11

### 2012
Eni S.p.A. ha conseguito ricavi per 127,22 miliardi di euro di cui:
- 62,65 miliardi da Divisione Refining & Marketing
- 36,20 miliardi da Divisione Gas & Power
- 35,88 miliardi da Divisione Exploration & Production
- 12,77 miliardi da Divisione Ingegneria & Costruzioni
- 6,41 miliardi da Divisione Chimica
- 1,37 miliardi da Corporate e società finanziarie
- 0,12 miliardi da altre attività

A tali dati sono da sottrarre i ricavi infrasettoriali.
Ebit di 15,02 miliardi, utili a 7,78 miliardi. L'indebitamento netto calato a 15,11 miliardi per via della cessione del 30% di Snam a Cassa Depositi e Prestiti e conseguente deconsolidamento dei debiti Snam. Patrimonio netto di 62,71 miliardi, capitalizzazione di 66,4 miliardi, 77.838 dipendenti, debiti per 24,46 miliardi.
ENI - Divisione Exploration&Production ha riserve per 7,17 milioni di boe con una vita utile di 11 anni e 6 mesi, ha raggiunto una produzione di 1,70 milioni di boe/giorno, principalmente estratti in Libia, Egitto, Nigeria, Italia (189.000 boe/d), Norvegia, Congo.
ENI - Divisione Gas&Power ha venduto 95,32 miliardi di metri cubi di gas metano e 42,58 terawattora di energia elettrica. In Italia ha 7,45 milioni di clienti. Si è approvvigionata principalmente da Russia, Algeria (incluso GNL), Norvegia, Paesi Bassi, Italia (7,55 miliardi di m³) e Libia.
ENI - Divisione Refining & Marketing ha commercializzato 48,33 milioni di tonnellate di prodotti petroliferi attraverso una rete di 6.384 stazioni di servizio in tutta Europa. Ha il 31,2% del mercato italiano.
La crescita dell'utile è da ricondurre principalmente ai risultati di Divisione Exploration & Production, tra cui il recupero delle produzioni libiche.
Le Divisioni che per Eni rappresentano criticità, a causa dei risultati economici conseguiti, sono R&M con una perdita di 179 milioni (anche se in miglioramento rispetto all'anno scorso) a causa del calo della domanda e delle vendite in Italia che ha effetti anche sulle attività di raffinazione e Divisione Chimica con -395 milioni, sempre a causa della recessione.
Fonti: Bilancio ENI S.p.A. al 31.12.12

### 2013
Nel 2013 Eni ha conseguito ricavi per 114,72 miliardi di euro, di cui:
- 57,32 miliardi da Divisione Refining & Marketing
- 32,12 miliardi da Divisione Gas & Power
- 31,26 miliardi da Divisione Exploration & Production
- 11,61 miliardi da Divisione Ingegneria & Costruzioni
- 5,85 miliardi da Divisione Chimica
- 1,45 miliardi da Corporate e società finanziarie
- 0,08 miliardi da altre attività

A tali dati sono da sottrarre i ricavi infrasettoriali.
Ebit di 8,85 miliardi, utili di 5,16 miliardi di euro.
La diminuzione dei ricavi e dell'Ebit deriva da riduzioni della produzione di idrocarburi in Libia, Nigeria e Algeria per fattori geopolitici, dalla crisi economica che ha causato un abbassamento dei consumi e dal peggioramento di alcune commesse Saipem.
Il confronto con il 2012 va effettuato tenendo conto che su 7,79 miliardi dell'utile, 3,59 erano imputabili a Snam, ora non più consolidata: pertanto l'utile 2012 di Eni, al netto di Snam, è stato pari a 4,2 miliardi.
Indebitamento netto di 15,42 miliardi, 61,17 miliardi di patrimonio netto, capitalizzazione di 63,4 miliardi, valore residuo di impianti, immobili e macchinari di 62,50 miliardi di euro e 82.289 dipendenti.
ENI - Divisione Exploration&Production ha riserve per 6,353 milioni di boe, per una vita utile di 11,1 anni, con una produzione di 1.619 migliaia di boe al giorno.
ENI - Divisione Gas&Power ha prodotto vendite di gas nel mondo per 93,17 miliardi di metri cubi e di elettricità per 35,05 terawattora, servendo 8 milioni di clienti.
ENI - Divisione Refining & Marketing ha una quota di mercato in Italia del 27,5% e 6.386 stazioni in Europa.
Solamente Divisione E&P ha generato utili in questo periodo: tutte le altre divisioni hanno chiuso in perdita, sempre per le cause di cui sopra, nonostante un lieve miglioramento di Versalis (-338 milioni).
Fonte: Eni S.p.A., Bilancio al 31.12.13

### 2014
Nel 2014 Eni ha conseguito 94,2 miliardi di euro di ricavi, con utili per 850 milioni.

### 2015
Nel 2015 Eni ha conseguito 68,9 miliardi di euro di ricavi, registrando una perdita di gruppo pari a 9,4 miliardi.
Fonte: Eni S.p.A., Bilancio al 31.12.15

### 2016
Nel 2016 Eni ha conseguito 55,8 miliardi di euro di ricavi, con utili pari a 1,457 miliardi di euro.
Fonte: Eni S.p.A., Bilancio al 31.12.16

### 2017
Nel 2017 Eni ha conseguito 66,9 miliardi di euro di ricavi, con un utile netto di competenza Eni pari a 3,374 miliardi di euro.
Fonte: Relazione Finanziaria Annuale 2017
La produzione giornaliera di idrocarburi ha raggiunto il record assoluto nel dicembre 2017 con 1,92 milioni di boe/giorno (barili di olio equivalenti).
Le vendite di gas hanno raggiunto gli 80,83 miliardi di metri cubi e sono stati venduti 35,33 TWh di energia elettrica.
Le produzioni di prodotti petrolchimici sono state di 5.818 migliaia di tonnellate nel 2017.

### 2018
Nel 2018 Eni ha conseguito 75,8 miliardi di euro di ricavi, con un utile netto di competenza Eni pari a 4,126 miliardi di euro.
Fonte: Relazione Finanziaria Annuale 2018

### 2019
Nel 2019 Eni ha conseguito 69,9 miliardi di euro di ricavi, con un utile netto di competenza Eni pari a 148 milioni di euro.
Fonte: Relazione Finanziaria Annuale 2019

### 2020
Nel 2020 Eni ha conseguito 43,9 miliardi di euro di ricavi, con una perdita netta di competenza Eni pari a 8,6 miliardi di euro.
Fonte: Relazione Finanziaria Annuale 2020

### 2021
Nel 2021 Eni ha conseguito 77,7 miliardi di euro di ricavi, con un utile netto di competenza Eni pari a 5,8 miliardi di euro.
Fonte: Relazione Finanziaria Annuale 2021

### 2022
Nel 2022 Eni ha conseguito 132,512 miliardi di euro di ricavi, con un utile netto di competenza Eni pari a 13,887 miliardi di euro.
Fonte: Relazione Finanziaria Annuale 2022

### 2023
Nel 2023 Eni ha conseguito 93,72 miliardi di euro di ricavi, con un utile netto di competenza Eni pari a 4,78 miliardi di euro.
Fonte: Relazione Finanziaria Annuale 2023

### 2024
Nel 2024 Eni ha conseguito 88,80 miliardi di euro di ricavi, con un utile netto di competenza Eni pari a 2,62 miliardi di euro.
Fonte: Relazione Finanziaria Annuale 2024

### Rating
Eni è presente nei principali indici ESG e i valori di rating creditizio e di sostenibilità sono:
| Rating merito creditizio | Rating merito creditizio | Rating merito creditizio | Rating merito creditizio | Rating merito creditizio | Rating merito creditizio | Rating di sostenibilità |
| Moody's                  | Moody's                  | S&P                      | S&P                      | Fitch                    | Fitch                    | Standard Ethics         |
| Long-term                | Short-term               | Long-term                | Short-term               | Long-term                | Short-term               | Long-term               |
| ------------------------ | ------------------------ | ------------------------ | ------------------------ | ------------------------ | ------------------------ | ----------------------- |
| Baa1                     | P-2                      | A-                       | A-2                      | A-                       | F1                       | EE+                     |

## Controversie

### Scioperi in Kazakistan
A Zhanaozen, in Kazakistan il 16 dicembre 2011, gli operai dell'industria petrolifera della Ersai Caspian, controllata dalla Saipem, gruppo ENI, dopo oltre sei mesi di sciopero, hanno manifestato per i propri diritti; sono state uccise dalla polizia locale dodici persone. Human Rights Watch ha pubblicato un dossier sulla vicenda: le indagini condotte da diversi ispettori di Human Right Watch, mettono in evidenza continue violazioni dei diritti dei lavoratori da parte della Ersai Caspian, che per molti mesi ha rifiutato ogni trattativa sulle richieste salariali dei lavoratori, licenziando gli operai sindacalmente più attivi, arrivando a minacciarli e in qualche caso anche a farli aggredire fisicamente.

### Accuse di inquinamento in Africa occidentale
Alcune ONG, come Amnesty International, Environmental Rights Action, un importante studio di impatto ambientale del Programma delle Nazioni Unite per l'Ambiente, inchieste giornalistiche hanno denunciato come in Nigeria l'Eni e le sue consociate NAOC (Nigerian Agip Oil Company) e AGIP Nigeria PLC e le tutte le altre compagnie petrolifere presenti in questo paese dell'Africa occidentale (in primo luogo Shell, ma anche Chevron, Total, ELF ExxonMobil) abbiano devastato il delta del Niger, a causa delle fuoriuscite di petrolio dagli oleodotti che hanno contaminato falde acquifere, corsi d'acqua, foreste, formazioni a mangrovie e campi coltivati dai quali le comunità locali traggono il proprio sostentamento (e che sono talvolta aggravate dai ritardi nella bonifica dei siti inquinati). Tale disastrosa situazione ambientale e sociale del delta del Niger e le responsabilità delle compagnie petrolifere e del governo sono state ribadite dalla sentenza della Corte di Giustizia della Comunità economica degli stati dell'Africa occidentale (Ecowas, dicembre 2012). Nello stesso Paese l'Eni pratica il gas flaring, un processo fortemente inquinante per l'atmosfera, che crea un enorme quantitativo di anidride carbonica.

### Pubblicità ingannevole
Il 15 gennaio 2020 Eni riceve una multa di 5 milioni di euro dall'AGCM per pubblicità ingannevole, in merito alla pubblicizzazione di un particolare tipo di gasolio come prodotto "green", termine contestato in quanto si tratta in ogni caso di un carburante di origine prevalentemente fossile e quindi, per sua natura, altamente inquinante. Il 24 aprile 2024 il Consiglio di Stato accoglie il ricorso di Eni e respinge la tesi dell'AGCM procedendo all'assoluzione dall'accusa di pubblicità ingannevole. Il Consiglio di Stato accerta che per la campagna pubblicitaria del carburante Eni Diesel+ nessuna pratica commerciale scorretta è stata messa in atto e specifica che il concetto di "green" può essere associato anche a prodotti che, sebbene inquinanti, presentano un minore impatto ambientale rispetto ad altri.

### Accuse di "greenwashing"
Eni è stata più volte accusata di greenwashing da diversi gruppi ambientalisti e membri parlamentari, soprattutto a seguito di grosse campagne pubblicitarie come quelle del Festival di Sanremo.

### Accuse di corruzione in Algeria e Nigeria
Nell'ottobre 2015 l'azienda e il suo Ad sono prosciolti dalle accuse di corruzione internazionale in merito a un'ipotesi di tangenti in Algeria. Resta invece in piedi l'accusa di corruzione internazionale in Nigeria.
A dicembre 2016 la procura di Milano chiude l'inchiesta ENI/Nigeria di corruzione internazionale per presunta tangente di 1 miliardo e 92 milioni di euro inserendo a registro undici indagati tra cui l'AD di ENI, Claudio Descalzi, Paolo Scaroni e il faccendiere Luigi Bisignani. Il 17 marzo 2021 il Tribunale di Milano ha assolto tutti gli imputati, compresi l'AD Eni Claudio Descalzi, l'ex AD Paolo Scaroni, la società e i manager coinvolti nell'indagine "perché il fatto non sussiste".. Il 19 luglio 2022 la Procura Generale ha rinunciato all’appello innanzi alla II sezione della Corte d’appello di Milano rendendo definitive, passando in giudicato, le sentenze di assoluzione pronunciate nel marzo 2021.. L'11 novembre 2022 il procedimento si chiude anche per le richieste civili con la decisione della Corte d’appello di Milano che ha rigettato l'istanza di risarcimento danni avanzata dalla Nigeria, condannando quest'ultima al pagamento delle spese processuali. La Corte d’Appello di Milano ha inoltre dichiarato inammissibile l’appello della Procura contro la sentenza di assoluzione formulata nei confronti di Eni e dei suoi imputati dal Tribunale di Milano. Il 16 novembre 2023 la vicenda giudiziaria Eni-Nigeria si chiude definitivamente anche sul piano civile con la conferma da parte del Governo africano del ritiro della richiesta di risarcimento nei confronti dell'azienda petrolifera italiana. L'8 ottobre 2024 il procuratore aggiunto Fabio De Pasquale e il pubblico ministero Sergio Spadaro vengono condannati dal Tribunale di Brescia a 8 mesi di reclusione per rifiuto d’atti d’ufficio relativo all'omissione di prove ritenute favorevoli agli imputati, tra i quali Paolo Scaroni e Claudio Descalzi, precedentemente assolti dal Tribunale di Milano nel processo Eni-Nigeria.

### La prima "causa climatica" italiana
Il 9 maggio 2023 Eni è stata citata in giudizio da ReCommon e Greenpeace, in quella che alcuni hanno definito "la prima causa climatica italiana". Secondo le due organizzazioni, sebbene Eni sarebbe stata consapevole da circa cinquant'anni che la combustione di idrocarburi sia la principale causa del cambiamento climatico, avrebbe utilizzato strategie di lobbying e greenwashing per minimizzare i rischi del suo modello di business e delle sue attività. 
Il 26 luglio dello stesso anno Greenpeace e ReCommon annunciano tramite un comunicato congiunto che Eni ha deciso di intentare una causa di risarcimento danni nei loro confronti per diffamazione a mezzo stampa. Eni smentisce la notizia precisando di non aver avviato nessuna causa nei confronti delle due ONG ma di aver proposto invece una istanza di mediazione per l'accusa formulata a danno dell'azienda.

## Attività filantropiche
Durante la pandemia di COVID-19 del 2020, il gruppo ENI ha supportato i costi di realizzazione del "Columbus Covid-19 Hospital", il secondo ospedale per malati COVID della capitale creato all'interno del Policlinico Agostino Gemelli.

## Archivio
Il patrimonio documentario prodotto dall'ENI è conservato a Pomezia (Roma) nell'Archivio storico e comprende 5 chilometri di documenti, 400.000 immagini fotografiche e 5.000 unità audiovisive, divise nei fondi seguenti:
- Azienda generale italiana petroli - AGIP - Società partecipate e controllate (1905 - 1974)[122]
- Azienda generale italiana petroli - AGIP - Studi e verifiche (1940 - 1964)[123]
- Enidata (1972 - 2004)[124]
- Ente nazionale idrocarburi - ENI (sec. XX prima metà - sec. XX seconda metà)[125]
- Ente nazionale idrocarburi - ENI - Incarichi speciali (1953 - 1979)[126]
- Ente nazionale idrocarburi - ENI - Presidenza Enrico Mattei (1948 - 1962)[127]
- Ente nazionale idrocarburi - ENI - Presidenza Eugenio Cefis (1967 - 1971)[128]
- Ente nazionale idrocarburi - ENI - Presidenza Marcello Boldrini (1962 - 1967)[129]
- Ente nazionale idrocarburi - ENI - Presidenza Pietro Sette (1975 - 1979)[130]
- Ente nazionale idrocarburi - ENI - Presidenza Raffaele Girotti (1971 - 1975)[131]
- Jacobini Oreste (1899 - 1956)[132]
- Montedison (1965 - 1981)[133]
- Partecipazioni manifatturiere tessili e confezioni - TESCON (1974 - 1976)[134]
- Società anonima italiana perforazione e montaggi - SAIPEM (1955 - 1962)[135]
- Società di gestioni e partecipazioni industriali - GEPI (1971 - 1979)[136]
- Società italiana per il commercio estero anonima - SICEA (1940 - 1972)[137]
- Società petrolifera italiana - SPI (1905 - 1986)[138]